# Genere dei sostantivi nella lingua italiana
Nella lingua italiana, il genere del sostantivo (maschile e femminile) è normalmente arbitrario, nel senso che non è strettamente legato al significato di un nome. Non esiste infatti una logica stringente per cui il sostantivo domenica debba essere femminile e fiore debba essere maschile (in francese, ad esempio è esattamente il contrario: le dimanche, la fleur, anche se in questa lingua la maggior parte delle volte il genere dei sostantivi coincide con quello in italiano, con numerose eccezioni).
Il genere grammaticale coincide spesso con il sesso nel caso dei nomi di persona. Ma si può osservare che in italiano alcuni morfemi alla fine delle parole (desinenze), in particolare di sostantivi e aggettivi, non indicano univocamente il genere grammaticale, tanto meno un genere biologico. Per esempio la terminazione -a al singolare è comune a parole di genere grammaticale sia maschile (per esempio problema) sia femminile (pianta), oltre che caratteristica di alcuni plurali di valore collettivo con genere grammaticale femminile (le lenzuola, le uova, al singolare il lenzuolo, l'uovo; vedi più avanti). Le desinenze -e al singolare e -i al plurale possono essere di sostantivi sia maschili sia femminili storicamente derivati dalla terza declinazione latina e di aggettivi derivati dagli aggettivi latini della II classe, che fin dal latino risultano in buona parte indefiniti in relazione al genere, in particolare nelle forme dell'accusativo da cui prevalentemente derivano le parole italiane: per esempio la volpe, il leone, il/la parente, lieve (aggettivo invariabile al singolare); plurale le volpi, i leoni, i/le parenti, lievi; in latino rispettivamente accusativo singolare vulpem (concordato al femminile), leonem (maschile), parentem ("genitore", femminile e maschile), levem (femminile/maschile), accusativo/nominativo plurale vulpes, leones, parentes, leves. Anche la desinenza -o al singolare, affiancata a un plurale in -i, non ha impedito al comune sostantivo mano di conservare il genere grammaticale femminile: la mano, le mani.

## Femminile e maschile nei nomi di cosa
Un tipico caso di idioma che attribuisce il genere secondo criteri semantici (dunque secondo il significato) è la lingua inglese. Il maschile e il femminile stanno per persone di sesso maschile e femminile, mentre il neutro sta per le cose. In italiano coppie di sostantivi che esistono al maschile e al femminile (dunque nomi dello stesso tipo lessicale) vengono considerate come coppie di sostantivi differenti, anche se spesso hanno un legame di significato:
- Il porto (l'accesso a un paese con la nave) non coincide con la porta (l'accesso a una camera o città)
- Il buco (foro) non coincide con la buca (avvallamento in una strada o nel terreno)
- il cassetto (tiretto) non coincide con la cassetta (contenitore)

Altre volte, non vi è alcun legame tra la versione maschile e quella femminile: il baleno, la balena, il panno, la panna, il caso, la casa.
In alcuni casi, il genere interferisce con il numero: avremo quindi dei sostantivi maschili che, come l'uovo, danno al plurale le uova diventando così femminili. Si tratta di irregolarità dovute a sostantivi di genere neutro in latino, il cui plurale andava regolarmente a terminare per -a (per questi casi, vedi voce plurale dei sostantivi nella lingua italiana).
La maggior parte delle parole astratte sono femminili.

## Femminile e maschile nei nomi di persona
L'unico tipo di sostantivo il cui genere è dato da considerazioni logiche è il nome di persona, come ad esempio professore e professoressa. Questo vale tanto per i nomi comuni che per quelli propri.
Spesso si hanno sostantivi completamente differenti per il maschile e il femminile: la nuora, il genero.
Altre volte, il sostantivo maschile viene usato normalmente anche per indicare una donna: l'avvocato, il chirurgo. Spesso è il contesto storico o linguistico a determinare se il sostantivo femminile esiste: se una volta il sostantivo ministra era considerato inesistente, adesso si sta imponendo sempre di più, forse anche per via dell'influsso del neologismo francese la ministre.  D'altro canto, per indicare il maschile di parole come spia o casalinga non esiste un sostantivo corrispondente a meno che non si ricorra al meccanismo del neologismo nella maniera più scherzosa o comunque deliberata (casalingo? spione?).
L'adattamento dal maschile al femminile si fa normalmente secondo flessione, dunque secondo accordo del morfema grammaticale finale: il bambino la bambina. In questo caso, le regole di adattamento al genere rispecchiano a grandi linee quelle degli aggettivi.
1) I sostantivi che terminano in -o formano il femminile cambiandolo in -a: il poliziotto, la poliziotta, il maestro, la maestra.
2) I sostantivi maschili che terminano in -e conservano in genere questa terminazione: il presidente, la presidente, il cantante, la cantante; normalmente, si tratta di sostantivi basati sul participio presente di un verbo.
Numerosi sono comunque i fenomeni devianti da questa regola:
- I sostantivi che terminano in –tore formano il femminile normalmente cambiando la desinenza in –trice (se preceduti da vocali o t-): il traduttore, la traduttrice. Si tratta di un paradigma derivante dal latino, che prevedeva la desinenza -tor al maschile e quella -trix al femminile. Soltanto la parola dottore fa eccezione a questa regola (dottoressa). Forme devianti come traduttora vengono considerate come errate, anche se alcuni sostantivi conoscono questa forma (soprattutto se -tore precede consonante: l'impostora).
- A volte la formazione del femminile presenta alcune varianti fonologiche: difensore, difenditrice (molti verbi in -ere sono infatti irregolari, per cui la loro irregolarità si riflette anche in questi sostantivi).
- Una serie di sostantivi forma il femminile con la desinenza –essa: si tratta generalmente di titoli o parole che indicano un certo prestigio: il campione, la campionessa, il duca, la duchessa. Molti di questi sostantivi terminano per –a o –e: il duca, la duchessa, il profeta, la profetessa.
- I sostantivi che terminano in –ista rimangono invariati al singolare. Maschile e femminile si distinguono solo nelle forme plurali: il turista, la turista; ma i turisti, le turiste.
- Altri nomi maschili che terminano in –a rimangono invariati: l'idiota, l'idiota; il collega, la collega. Le forme dei due generi si distinguono solo nelle forme del plurale: gli idioti, le idiote; i colleghi, le colleghe.
- Alcuni sostantivi maschili che terminano per –e cambiano in –a: il signore, la signora, il marchese, la marchesa. Similmente: Daniele, Daniela, Simone, Simona. A questo gruppo appartengono tutti i sostantivi che terminano in –iere: il parrucchiere, la parrucchiera. Similmente avremo l'infermiera, la forestiera.
- A volte la formazione del femminile interagisce con meccanismi di alterazione: infatti, capita che sia il diminutivo a determinare la forma femminile: re, regina, come l'accrescitivo può determinare quella maschile: la strega, lo stregone.
- Coppie come dio-dea sono dovute a diverse trafile[2] seguite nella derivazione dalle corrispondenti forme latine deus-dea: dio ha subito una normale chiusura della vocale e tonica seguita da vocale diversa da i, come in mio da meo dal latino meu(m)[3]; dea è voce dotta derivata dal latino in epoca posteriore[4].

Può accadere che il genere del nome di persona contrasti con il sesso della persona. Per il femminile, avremo la guardia, la sentinella, la recluta. Anche il sostantivo spia segue questo meccanismo. Per il maschile, si ricordano il contralto, il mezzosoprano e il soprano: non si tratta di un'irregolarità in tutti i sensi perché i termini erano in origine aggettivi e si riferivano al canto o al registro; inoltre, questi ruoli venivano interpretati in genere da persone di sesso maschile. Scorretti sono usi non rari come la soprano, laddove l'articolo si riferisce al sesso femminile della persona, ma si trova in aperta contraddizione morfologica con il genere maschile del nome (e in assenza di casi inversi come il recluta).

## Femminile e maschile nei nomi di animale
Vi è normalmente una forma non marcata che indica una specie di animale: il gatto può indicare entrambi i sessi. La forma femminile gatta indica solo l'individuo femminile se necessario.
In ogni caso, normalmente i nomi di animale sono promiscui, nel senso che si ha una sola forma che indica sia individui di sesso maschile sia di sesso femminile. Per distinguerli, si dovrà ricorrere ad una perifrasi: il maschio della scimmia, la femmina della scimmia; oppure la scimmia maschio e la scimmia femmina.
I fenomeni più eminentemente irregolari per quanto riguarda il genere nei nomi di animale sono i seguenti:
- Alcune coppie di nomi indicano la stessa specie usando sostantivi (tipi lessicali) completamente diversi: il toro, la mucca, il porco, la scrofa.
- Come nei nomi di persona, è attestabile il suffisso -essa: l'elefantessa, la leonessa.
- A volte è (all'apparenza) il diminutivo a determinare la forma femminile: gallo, gallina (che deriva dal latino gallīna); come del resto l'accrescitivo può determinare quella maschile: la capra, il caprone.
- Altre coppie di sostantivi mostrano mutamenti morfologici di una certa importanza: il cane, la cagna.

## Genere dei nomi di origine straniera
Nel caso del genere dei sostantivi di origine straniera non si possono formulare delle regole fisse, ma delle linee di tendenza che possono trovarsi in contraddizione reciproca:
- Stando alla grammatica tradizionale, i sostantivi che terminano in consonante - che costituiscono una buona parte dei nomi di origine straniera - sarebbero quasi tutti maschili (Cfr. Serianni 1989): il film, il basket. Infatti, il maschile è il genere non marcato.
- Per quanto riguarda il primo punto, non si tratta di una regola stringente. Ad esempio, diversi neologismi del campo delle comunicazioni e dell'informatica sono spesso femminili o attestabili in entrambi i generi. Il fenomeno riguarda tanto quelli che terminano in consonante quanto gli altri (una chat, un'e-mail, una directory). Questo fenomeno si può spiegare in vari modi: molto spesso, si tende anche a preferire il genere di quello che sarebbe il corrispondente italiano della parola presa in prestito. La parola italiana e-mail è talvolta traducibile con posta elettronica e questo può spiegare il genere femminile della parola. Come il primo, neanche questo secondo criterio può essere applicato sistematicamente, dato che è facile che il corrispondente italiano non esista, o che si preferisca semplicemente la regola esposta in precedenza (web è maschile malgrado rete sia femminile).
- Può giocare un ruolo anche il genere delle parole nella lingua di provenienza (la toilette, il papillon, l'ultimo oktoberfest); anche questo criterio può essere problematico dato che l'italiano non dispone del neutro, mentre la maggior parte dei prestiti linguistici riguarda nomi di cosa inglesi (e quindi di genere sistematicamente neutro). Generalmente, il neutro viene reso in italiano con il maschile, il genere non marcato. Comunque, i casi ambigui sono numerosi.

In casi del genere potrebbe essere di aiuto un dizionario, dato che si tratta di fenomeni molto difficilmente prevedibili: è infatti un problema di natura più lessicale che grammaticale.